# Madeleine Sandig
Madeleine Sandig (Frankfurt am Main, 12 augustus 1983) is een Duitse voormalige wielrenster. Ze reed bij teams als Team Flexpoint, Team Columbia Women en Nürnberger Versicherung.
Als belofte stond Sandig tussen 2003 en 2005 drie maal op het podium bij het Europees kampioenschap tijdrijden, waarvan de laatste keer als winnares. Als prof won ze etappes in verschillende etappekoersen, met name in ploegentijdritten.

## Palmares
2003
- Europees kampioenschap tijdrijden, belofte

2004
- Europees kampioenschap tijdrijden, belofte

2005
- Europees kampioene tijdrijden, belofte
- Duits kampioenschap tijdrijden, elite

2006
- Duits kampioenschap tijdrijden, elite
- 1e etappe Tour de l'Aude

2009
- 2e etappe Tour de l'Aude

2012
- 3e etappe Tour De Feminin - O Cenu Ceského Švýcarska